# Harmense
Harmense (niem. Geflügelfarm Harmense) – niemiecki nazistowski podobóz Auschwitz-Birkenau, zlokalizowany w Harmężach.

## Przed powstaniem
Powstanie podobozu poprzedziły wysiedlenia Polaków z terenu wsi wiosną 1941. Władze obozowe postanowiły tam założyć farmę hodowlaną. Początkowo przywożono tam więźniów z obozu macierzystego (w celu przystosowania miejscowości na cele rolnicze) oraz prochy z krematorium, które służyły do wyrównywania dna stawów rybnych i utwardzania bagna.

## Historia podobozu
Osobny podobóz został założony 8 grudnia 1941, wtedy to do dworku wysiedlonego właściciela majątku ziemskiego przywieziono ok. 50 więźniów, w większości Polaków. Zatrudniono ich przy hodowli drobiu, królików i ryb w majątku o powierzchni 286 hektarów. Kolejna grupa ponad 30 więźniarek trafiła do Harmężów w czerwcu 1942. Umieszczono je w dworku, natomiast mężczyzn przeniesiono do dwóch innych budynków na terenie wsi.
17 lipca 1942 podobóz wizytował Heinrich Himmler. Przed wizytą, jak i po niej, w podobozie doszło do licznych zmian: więźniów podzielono na cztery komanda: gospodarcze, hodowli drobiu, królików i ryb. Jednocześnie cały czas na terenie wsi pracowali więźniowie przywożeni z macierzystego obozu wraz z prochami spalonych ofiar. Wykonywali oni najcięższe prace.
Pod koniec lata 1943 wszystkich mężczyzn wraz z dotychczasowym komendantem przeniesiono do Wirtschaftshof Budy, podobóz stał się więc wyłącznie żeński. Wśród więźniarek znajdowały się Polki, Żydówki ze Słowacji oraz Niemki. Do ich zadań należało: czyszczenie kurników, przygotowywanie karmy dla kur, opieka nad kaczkami, indykami i gęsiami oraz hodowanie królików rasy angora na wełnę. Warunki bytowe w obozie były lepsze niż w macierzystym, łatwiej było zdobyć dodatkową żywność.
18 stycznia 1945 miała miejsce ewakuacja obozu. Więźniarki pieszo dotarły do Wodzisławia Śląskiego, skąd pociągami przewieziono je do KL Bergen-Belsen. Wyposażenie obozu z paroma więźniarkami trafiło do KL Ravensbrück.
Jednym z najbardziej znanych więźniów podobozu był Tadeusz Borowski, który poświęcił mu opowiadanie „Dzień na Harmenzach”.

## Pozostałości
Budynek, w którym mieszkali więźniowie, dziś jest Szkołą Podstawową im. Św. Maksymiliana Marii Kolbego, w samej miejscowości przetrwały również dwa ceglane kurniki.